# جوي كيرك
جوي كيرك (بالإنجليزية: Joey Kirk)‏ (21 أغسطس 1966 في الولايات المتحدة - ) هو مدرب كرة قدم ولاعب كرة قدم أمريكي في مركز الهجوم. شارك مع منتخب الولايات المتحدة لكرة القدم. أما مع النوادي، فقد لعب مع Milwaukee Rampage ‏ وLos Angeles Heat ‏ وCalifornia Kickers ‏ وميلواكي وايف وشيكاغو باور ‏ وDetroit Rockers ‏ وديترويت سفاري ‏ وSacramento Knights ‏ وSt. Louis Ambush (1992–2000) ‏ وفيلادلفيا كيكس ‏ وويتشاتا وينغز ‏.

## وصلات خارجية
- جوي كيرك على موقع قاعدة بيانات كرة القدم.إي يو (الإنجليزية)